# 遊戲 (小說)
《遊戲》是倪匡筆下科幻小說衛斯理系列之一，系列編號58D。內容描述在許多年前，外星人來到地球玩了一個遊戲。以板塊運動造成五大洲；許多年後，一個地球人巴曼利用外星人留下的裝置，玩自己的一個遊戲，造成核彈危機。衛斯理少見地擔任說客，說服巴曼放棄自己以海底核彈炸掉黑海南方陸地，為祖國俄羅斯造成新的出海口的的計畫，化解了核彈危機。

## 故事大綱

### 魔鬼暗礁下的漩渦
蘇聯報紙『真理報』刊載三個海軍高級將領的訃聞公告，稱他們在某次意外中因公殉職。這則小篇幅刊出的訃聞引起了各國情報單位的注意，著手調查三人確實的死因。土耳其錫諾普港，一名葡萄牙潛水員班提斯聲稱在魔鬼暗礁海底，發現一艘蘇聯潛艇，但隔天他卻神秘失蹤。班提斯失蹤的報告引起了土耳其情報人員加丹的注意，他在和美國情報人員小納爾遜聯繫後，與二名英國潛水員前往探查魔鬼暗礁，但後來也神秘失蹤。故人納爾遜之子-小納爾遜向衛斯理求助，衛斯理不願介入美蘇兩國情報人員當中，拒絕了小納爾遜的請求；於是小納爾遜只好和法國情報軍官-韓因中尉聯手。兩人駕駛小型深水潛艇前往魔鬼暗礁調查，他們的潛艇也在失聯之後，兩人宣告失蹤。

### 核彈危機
為了避免核彈危機，華沙公約組織情報首長蓋雷夫人，出面請求衛斯理的協助，她說明蘇聯黑海艦隊的巴曼少將在黑海海底部署核爆裝置，計劃將黑海炸開一個大缺口，使黑海和地中海聯成一氣。並且巴曼他聲稱在神秘力量的幫助下，核爆裝置已經部署完成，必須在一年內疏散周遭所有人口。蘇聯最高當局指示黑海艦隊司令員普羅科夫中將和參謀長維拉斯基少將設法阻止巴曼少將；卻發生衝突，在經巴曼少將秘密改造的潛艇「鸚鵡螺號」(NAUTILUS)上，兩人阻止不成，潛艇也失去聯繫，關於這次事件，最高當局決定以三人殉職結案。衛斯理接到生還的小納爾遜來電，決定前往土耳其北海岸的錫諾普一探究竟。

### 漩渦中的潛艇
衛斯理與蓋雷夫人駕著直升機，在魔鬼暗礁上空，接到了巴曼的無線電通訊，並且了解瘋狂軍人巴曼計畫以海底布署的核彈，將錫諾普沿海地區炸掉後，此處就會成為黑海的出海口，巴曼的目的是為了替祖國蘇聯在黑海南岸打開一個出海口。兩個蠢蛋普羅柯夫和維拉斯基兩人已被他滅口，從魚雷管送出去餵魚。為了避免核彈危機。衛斯理接受蓋雷夫人的建議，決定擔任說客，希望引導巴曼改變主意。他駕駛小型深水潛艇。在海底通過一重重如龍捲風般的漩渦。在魔鬼暗礁下的海底漩渦的中心處的一艘潛艇中。見到了巴曼。

### 外星人的遺產
衛斯理終於在海底見到了巴曼，巴曼向他介紹了他神秘力量的來源，十年前他在魔鬼暗礁下的漩渦海底發現的一個神秘大岩洞中的環境改造模擬器，融合器和種種操縱能量的設施，他知道這些東西是外星人的遺產，但是還無法了解所有儀器的作用。巴曼從這些神秘的裝置，發現一個天大的秘密，地球人是外星人的後代，當年來到地球的外星人，結合了七種外星人的基因，終於形成了地球人，證據就是當中有一座基因改造模擬器。在岩洞中，兩人找到了一座立體投影儀，發現了外星人留下的影像。在影像中，他們發現了許多宇宙的奧秘，衛斯理說服巴曼，在全部了解之前不宜引爆裝置，將巴曼留在岩洞中，巴曼並且打算讓更多人來研究這組裝置，故事最後，衛斯理以「巴曼找到了更有趣的新遊戲，自然不再玩舊的了」向蓋雷夫人報告做為事件的結束。

## 主要人物
- 衛斯理　-   故事主角，進出口行董事長，好管閒事的人。
- 巴曼　　　- 　蘇聯海軍少將，黑海艦隊導彈司令，正進行一個瘋狂計畫。
- 小納爾遜　- 　美國中央情報局中校，衛斯理好友納爾遜之子。
- 蓋雷夫人　- 　華沙公約組織最高情報首長，代號灰夫人(Madame Grey)，曾出現在《命運》故事中。
- 加丹　　　- 　土耳其情報人員，跟兩個英國潛水員，前往魔鬼暗礁水域，探查俄國潛艇後失蹤。
- 班提斯　　- 　葡萄牙人，優秀的深海潛水員，在魔鬼暗礁水域失蹤。
- 韓因　　　- 　法國海軍中尉，會駕駛小型深水潛艇。
- 普羅科夫　- 　蘇聯海軍中將，黑海艦隊司令員。
- 維拉斯基　- 　蘇聯海軍少將，黑海艦隊參謀長兼潛艇主管。
- 老情人　　- 　土耳其錫諾普港海洋酒吧老闆，男性卻愛賣弄風騷，是故事的關鍵人物。

## 作者設想
- 地球上的陸地原本是完整一片的，有七個星體的外星人來到了地球，想將地球佔為己有，於是就利用核爆將陸地瓜分成整齊的七片，但是計算上發生了錯誤，變成了支離破碎、亂七八糟。外星人對一團糟的地球，不再感到興趣，就離開了。

- 《啟示錄》中，一再提及「七」這個數字，細細看來，也有宇宙大戰的影子。例如七個金燈臺、神的七靈和七星、羔羊揭開的是七印，揭開第六印的時候，有大地震和日頭變黑，滿身變紅，星辰墜落的壯觀場面，和巨大無比的核爆，有幾分相似。七位天使吹動號角，各種各樣的巨災發生，這說明何以要把一片化為七片，留下了如今不規則的七大洲，一定是有七類不同的外星人要瓜分地球。

- 曾經有七個星體的外星人在三億年前的恐龍時代或是更早的時候來到了地球，他們觀察地球原來的環境無法發展出高級生物，於是決定製造一場大爆炸來改造地球。爆炸經過三億年後，地球又產生出新的原始生命。外星人將自己的遺傳因子，和最原始的生命結合，演化出現今的地球人。

| 前任者： 058C 黃金故事 | 衛斯理系列（按編號） 058D                             | 繼任者： 059 廢墟 |
| 前任者： 電王          | 衛斯理系列（按連載時序） 1985年6月25日至1985年10月3日 | 繼任者： 生死鎖   |